# Championnat d'Europe masculin de rink hockey des moins de 20 ans 1964
Navigation
Championnat d'Europe masculin -20 ans 1962 Championnat d'Europe masculin -20 ans 1966
Le Championnat d'Europe de rink hockey masculin des moins de 20 ans 1964 est la 6e édition de la compétition organisée par le Comité européen de rink hockey et réunissant les meilleures nations européennes des moins de 20 ans. Cette édition a lieu à Salamanque, en Espagne.
L'équipe d'Espagne des moins de 20 ans remporte sa 4ecouronne européenne de rink hockey.

## Participants
Six équipes prennent part à cette compétition.
- Italie
- Allemagne
- France
- Espagne
- Portugal
- Pays-Bas

## Résultats
Chaque équipe se rencontre une fois.
| Rang | Équipe    | Pts | J | G | N | P | Bp | Bc | Diff |  | Résultats |  |     |     |     |     |     |
| ---- | --------- | --- | - | - | - | - | -- | -- | ---- |  | --------- |  | --- | --- | --- | --- | --- |
| 1    | Espagne   | 10  | 5 | 5 | 0 | 0 | 21 | 2  | +19  |  | Espagne   |  | 2-0 | 6-2 | 5-2 | 3-0 | 7-0 |
| 2    | Portugal  | 8   | 5 | 4 | 0 | 1 | 12 | 5  | +7   |  | Portugal  |  |     | 4-0 | 5-2 | 2-1 | 1-0 |
| 3    | France    | 5   | 5 | 2 | 1 | 2 | 9  | 14 | -5   |  | France    |  |     |     | 1-0 | 3-3 | 3-1 |
| 4    | Allemagne | 3   | 5 | 1 | 1 | 3 | 7  | 13 | -6   |  | Allemagne |  |     |     |     | 3-2 | 2-2 |
| 5    | Pays-Bas  | 2   | 5 | 0 | 2 | 3 | 8  | 13 | -5   |  | Pays-Bas  |  |     |     |     |     | 2-2 |
| 6    | Italie    | 2   | 5 | 0 | 2 | 3 | 5  | 15 | -10  |  | Italie    |  |     |     |     |     |     |